# 알레포 코덱스

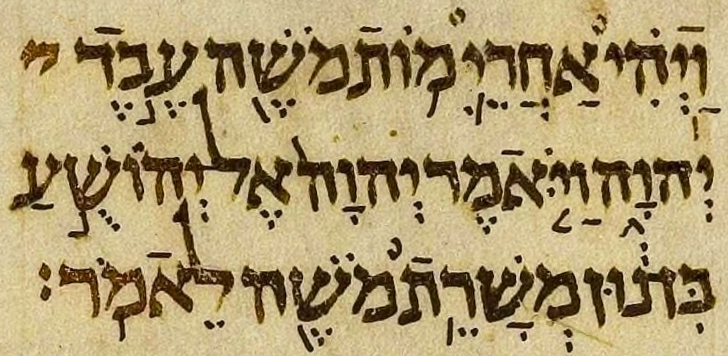
알레포 코덱스의 확대 부분(여호수아서 1:1)

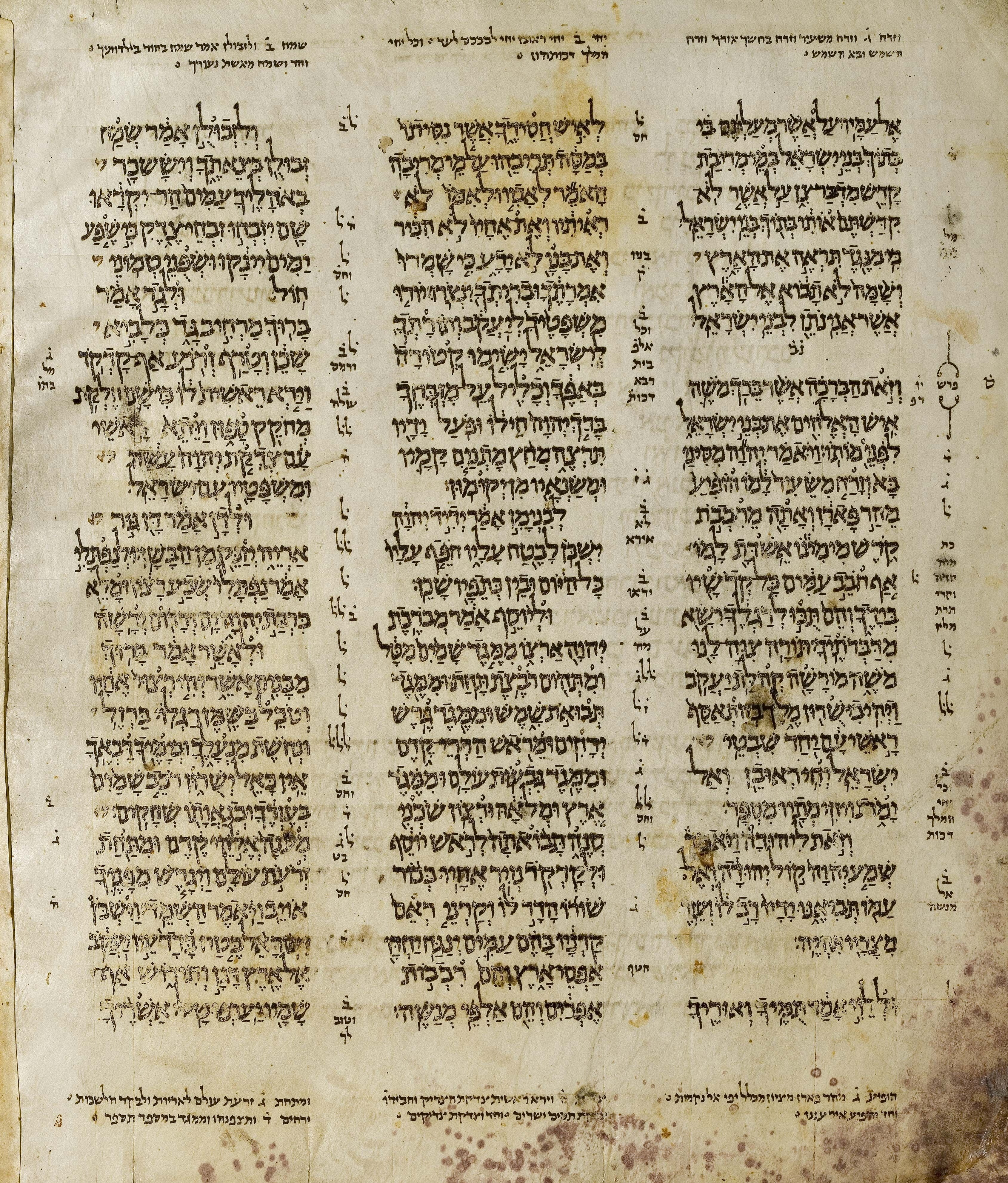
알레포 코덱스(신명기)

알레포 사본 또는 알레포 코덱스(Aleppo Codex, 히브리어: כֶּתֶר אֲרָם צוֹבָא 케테르 아람 초바, '알레포의 왕관')은 중세 시대에 만들어진 히브리어 성경 사본이다. 현대 이스라엘의 북쪽에 위치한 티베리아스에서 10세기경에 작성되었으며 마이모니데스에 의해 그 정확성이 검증되었다. 오늘날 레닌그라드 사본과 함께 벤 아셰르 마소라 전통을 유지하고 있는 사본이며, 완전판의 가장 오래된 사본으로 취급되었으나, 1947년 이후 토라 부분을 비롯해 많은 부분이 유실되었다. 현재 이스라엘에 소장되어 있으며, 2015년 세계문화유산으로 등록되었다.

## 역사

### 개요
알레포 사본은 제작된 후 약 100년 후의 시기에 예루살렘의 카라이테 유대인 공동체에 입수되었다. 제1차 십자군 원정 당시, 유대인의 회당이 약탈되어, 이집트의 유대인들이 막대한 배상금을 물고 사본을 되찾아 이집트로 옮겨졌다. 그후 구카이로(en)의 카라이트 회당에서 랍비계 회당으로 옮겨져, 그곳에서 마이모니데스의 검증을 받았다. 검증을 마친 그는 모든 유대 철학자들에게 신뢰를 받은 본문이라는 기록을 남겼다. 전승에 의하면, 1375년에, 마이모니데스의 제자 중 한 사람에 의해 시리아의 알레포로 옮겨졌다고 하며, 명칭에 '알레포'가 붙게 된 연유가 되었다.
알레포 코덱스는 그후 시리아에 500년 동안 유지되어 왔으나, 1947년 유엔에 의한 팔레스타인 분할안에 격노한 폭도들에 의해 사본이 보관된 회당이 화재가 발생하였으며, 이 때 사본이 사라졌으나 1958년 다시 출현하였다. 이때 시리아 유대인인 무라드 파함에 의해 이스라엘로 밀수되어, 당시의 이스라엘의 총리 이츠하크 벤즈비에 증정되었다. 사본이 증정되고 시일이 흘러, 사본의 일부분이 손실된 것이 발견되었다. 알레포 사본은 벤즈비 연구소와 예루살렘 히브리 대학에 위탁되어, 2005년 현재 이스라엘 박물관에 전시되어 있다.

### 전리품

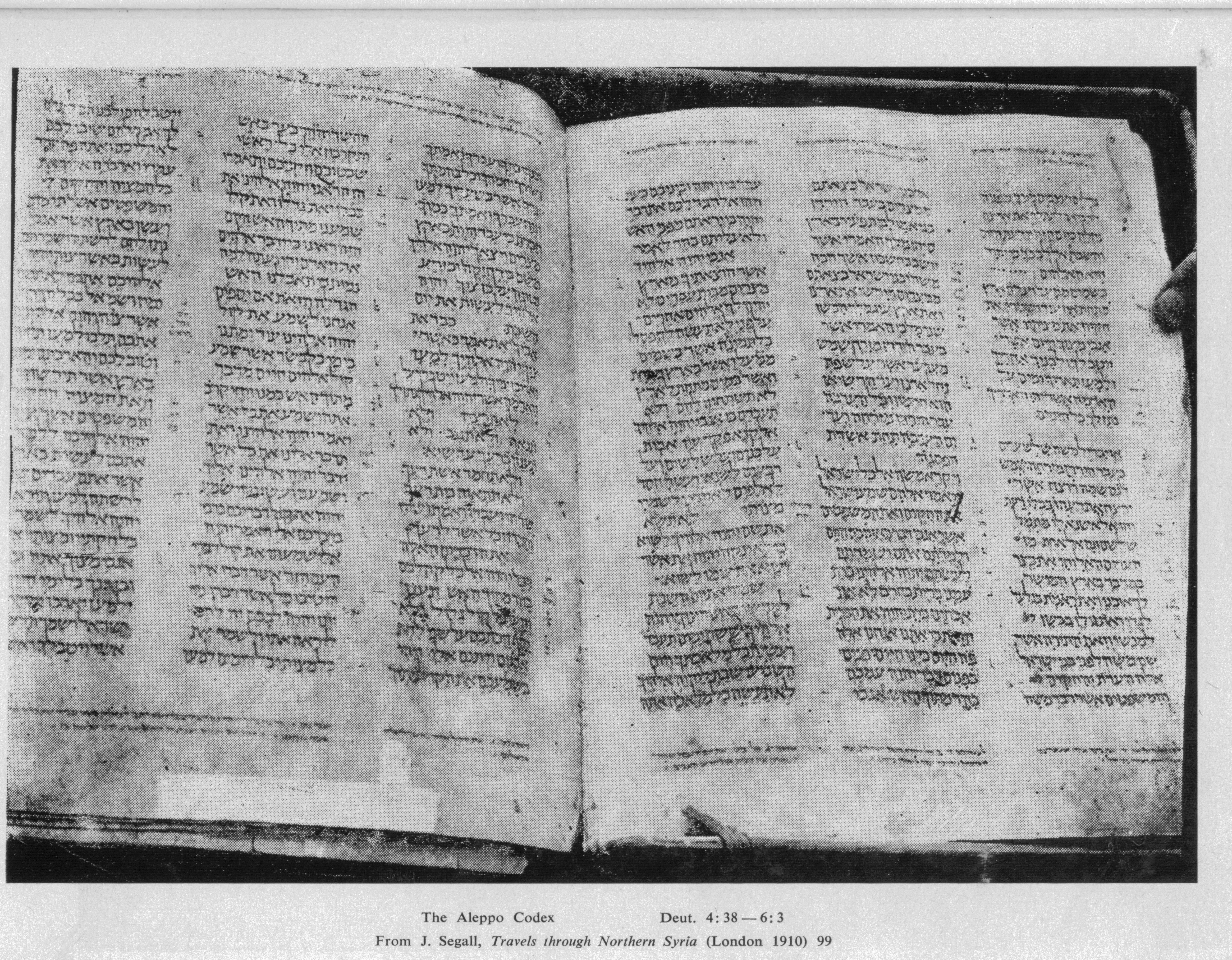
누락된 페이지의 사진

예루살렘의 카라이테 유대인 공동체가 바스라의 이스라엘 벤 심하로부터 사본을 인수한 것은, 1040년부터 1050년 사이의 시기였다.공동체의 우두머리였던 히즈키야후 요슈야 형제에 의해 관리되어, 1050년에는 이집트의 푸스타트로 옮겨졌다. 그러나 적어도 11세기의 막바지까지는 예루살렘에 존재하였다.제1차 십자군의 1099년 예루살렘 공방 시기(en)에, 십자군은 사본 및 다른 성물들을 약탈하여, 유대인들의 생존자 인질들과 함께 억류하였다.알레포 사본 웹사이트에는 카이로 게니자에 있던 편지 두편을 소개하고 있는데, 편지에는 아쉬캘론의 주민들이 사본을 되찾기 위해 어떻게 이집트로부터 자금을 빌렸는가에 대한 기술이 남아 있다. 유대 아랍어로 작성된 이 편지들은 1952년, 역사학자 쉘로모 도프 고이테인이 발견하였다. '아스칼론의 카라이테 장로들의 편지'로 알려진 이 편지에는, 알렉산드리아에서 빌린 이 돈들이 '230점의 성경 사본과 100권의 다른 서적과 토라 두루마리 여덟 점을 되돌려 받는데 사용되었다'고 기록되어 있다. 문서들은 카라반을 통해 이집트로 전달되었는데, 이의 자금을 댄 사람은 저명한 알렉산드리아 관리였던 아불 파들 사할 빈 유샤 빈 샤야(Abu'l-Fadl Sahl b Yūsha'b Sha'yā)였는데, 그는 자신의 결혼을 위해 1100년 초에 아스칼론에 있었다. 사본의 첫 장에 적힌 유대 아랍어로 적힌 서문에는, 사본이 그후 '푸스타트의 예루살렘 회당으로 이송되었다'고 기록되어 있다.알레포 사본의 웹사이트에는, 사본이 어떻게 넘겨져왔는지 알려주고 있다.
[사본은] 세워지고 재건될 것이요. 거룩한 성읍 예루살렘에서 구속의 상환의 법에 따라, 예루살라힘 크네셋의 회중에게 넘겨졌노라. 이스라엘의 생명 안에서 세워지고 재건될 것이요 [...] 이 책을 잘 보존하는 자에게 복이 있을 것이며, 이를 훔치려는 자에게는 저주가 있으리라, 이를 내파려는 자에게는 저주가 있으리라, 이를 짓밟는 자에게는 저주가 있으리라, 이것은 팔리거나 더럽혀져서는 안될 것이다. [It was] transferred [...] according to the law of redemption from imprisonment [in which it had fallen] in Jerusalem, the Holy City, may it be rebuilt and reestablished, to the congregation in Egypt of Knisat Yerushalayim, may it be built and established in the life of Israel. Blessed be he who preserves it and cursed be he who steals it, and cursed be he who sells it, and cursed be he who pawns it. It may not be sold and it may not be defiled forever.

### 알레포 시대
이렇게 우여곡절 끝에 넘겨받은 사본을 알레포 공동체는 600년 이상 열심을 다해 지켰다. 사본은 다른 성경 사본 셋과 함께 엘리야의 동굴 터가 있었다고 여겨지던 알레포 중앙 회당의 본회당에 배치한 특별한 책장(나중에는 철제 금고)에 모셔졌다. 사본은 공동체의 가장 신성한 소유물로 간주되었으며, 분쟁이 있을 때 마다 이 앞에서 기도를 하였으며, 서약은 사본의 곁에서 이루어졌다. 알레포 공동체는 전 세계의 유대 공동체로부터, 사본의 내용 가운데 확인하고자 하는 내용에 대한 질의를 받았는데, 이 서신의 왕래는 레스폰사(responsa)라는 형태의 문집에 보존되어, 오늘날 사본의 없어진 부분의 일부 상세한 내용을 재구축하는데 참고되고 있다. 이 가운데 가장 주목할만한 내용으로, 1850년대에 샬롬 샤크네 옐린(Shalom Shachne Yellin)이 그의 사위 모세스 요슈아 킴치(MOses Joshua Kimchi)를 알레포에 보내 사본에 관해 정보를 복사해오도록 시켜, 킴치는 몇주간 알레포에 상주하며, 성서 내용에서 수천여 곳의 상세한 내용을 한 작은 필사본 성경의 여백에 기록하였다. 이 성경의 존재는 슈무엘 슐로모 보야르스키(Shemuel Shelomo Boyarski)의 저서 'Ammudé Shesh'를 통해 20세기에 들어 학자들에게 밝혀졌으며, 실물은 1989년 요세프 오퍼(Yosef Ofer)에 의해 발견되었다.
그러나 알레포 공동체는 외부인, 특히 현대의 학자들이 사본의 직접적인 열람을 하는 것을 제한했다. 파울 E. 칼레가 1920년대에 비블리아 헤브라이카의 본문을 개편하려 하였을때, 알레포 사본을 열람하고 사진을 남기려 시도하였으나 결국 이루지 못했다. 이로 인해, 그는 1937년에 발간된 제3판에 레닌그라드 사본을 사용하게 되었다. 1943년에 표준 인쇄판 히브리어 성경과 알레포 사본을 비교분석한 유일한 현대 학자인 움베르토 카수토또한, 이런 비밀주의로 인해 사본의 신뢰성을 확인할 수는 없었다. 실제로 카수토는 사본이 10세기에 만들어진 사본임은 인정했으나, 진정으로 마이모니데스의 사본인가에 관하여는 의구심을 가졌다.
1947년 알레포에서 발발한 반유대인 폭동으로, 공동체의 고대 회당들은 불에 탔으며, 알레포 사본 또한 피해를 입어, 추산된 487 쪽 중 294쪽 밖에 살아남지 못했다.각각의 페이지는 양피지로, 너비 33cm에 높이 26.5cm(13 인치 x10.43 인치)의 크기이다.구체적으로는 토라 부분은 마지막 몇 엽(葉) 만이 파손되지 않고 남았다.
사본의 파손된 엽에 관하여는 신랄한 논쟁을 불러왔다. 알레포의 유대인들은 없어진 부분은 불에 타 없어졌다고 주장하나, 학자들의 분석으로 사본 본체에 불이 닿았다는 증거가 없다는 점이 밝혀졌다. (실제로 일부 페이지의 검게 변색된 부분은 곰팡이에 의한 부식이었다.) 일부 학자들은,대신 유대인 공동체의 일원들을 사본의 없어진 엽 부분을 개인적으로 숨긴 혐의로 고발하였다. 없어진 엽 중 두 장은 다시 출현했는데, 한 장은 1982년에, 다른 한 장은 2007년에 발견되었다. 이로서 보다 더 많은 쪽들이 1947년의 폭동에서 살아남았을 가능성을 남겼다. 특히 2012년에 출간된 마티 프리드만의 저서 《알레포 코덱스》에서는, 폭동 당시 화재 뒤에 곧바로 사본을 본 목격자들이 사본 자체는 온전 또는 거의 온전한 상태였음을 일관되게 보고하고 있었다는 점을, 그리고 10여년 후에 이스라엘에 도착되어 벤즈비 연구소에 소장되기까지에 대해 기술이 존재하지 않는다는 점을 환기시키고 있다. 이 책에서는 없어진 사본의 엽에 관하여 몇가지 가능성을 제시하고 있다.
알레포 사본과 쌍을 이루는, '다마스커스 케테르'(다마스커스의 왕관)로 알려진 10세기 경의 사본이 다마스커스 공동체에 의해 유지되어 왔는데, 이 사본은 현재 이스라엘 국립도서관에 ms. Heb 5702로 분류되어 소장되고 있으며, 온라인으로 열람 가능하다.(또다른 다마스커스 케테르 - 중세 스페인 발상의 사본와 별개의 것임)

### 이스라엘 시대

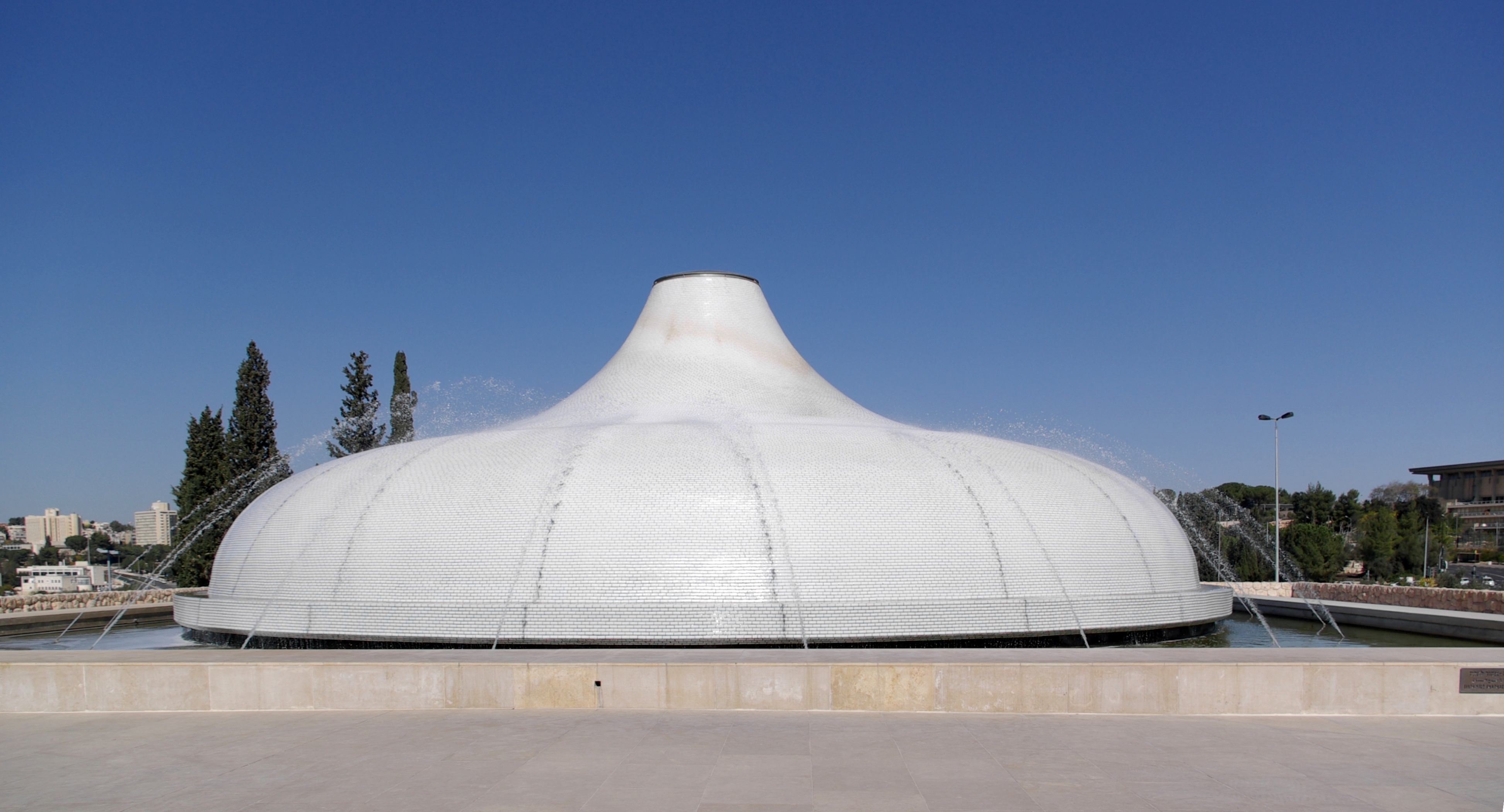
서책의 사당의 외견

이스라엘의 작가 암논 샤모쉬는 1987년 출판된 그의 저서 'Ha-Keter: Sippuro shel Keter Aram Soba (왕관 - 알레포 코덱스 이야기)'에서 사본이 이스라엘로 넘어온 경위에 대해 기술하고 있다. 알레포 사본은 벤즈비 연구소 및 예루살렘 히브리 대학에 위탁되었으며, 분실된 사본의 일부를 찾으려는 시도는 현재까지 계속되고 있다.
1958년 1월, 알레포 사본은 시리아로부터 밀반출되어, 알레포 유대인 대표 랍비들의 도움을 거쳐 예루살렘에의 비치를 위해 보내어졌다. 그러나 당시 이스라엘의 대통령 이츠하크 벤즈비는 자신의 영향력을 통해 비밀리에 사본을 정부로 접수했다. 1980년대 후반, 사본은 이스라엘 박물관의 '서책의 사당'(Shrine of the Book)에 안치되었다. 여기서 마지막으로 학자들에게 사본을 조사하여 마이모니데스가 언급한 사본의 진본이라는 주장을 검증할 기회가 주어졌다. 이에 모셰 고셴-고트슈타인은 일부 살아남은 토라의 몇몇 엽에 대해, 신빙성 있는 의문점들에 대해 진본주장을 검토한 것으로 여겨진다. 고셴-고트슈타인은 사본의 재인쇄 팩시밀리 복사본의 서문에서, 이 사본은, 알려진 마소라 본문 성경의 단일 책 가운데 가장 오래되었을 뿐만 아니라, 타나크 전권이 단일 또는 두 인물에 의해 통합된 개체로 일관된 스타일로 작성된 최초의 사본이기도 하다 주장했다.
모르드카이 브로이어는, 예루살렘 히브리 대학으로부터 사본에 대한 접근을 금지당한 후에, 다른 잘 알려진 고대 사본들을 바탕으로 마소라 본문의 재구성을 착수했다. 그의 작업 결과는 알레포 사본의 내용과 거의 일치하였다. 이로 인해 오늘날 브로이어의 작업판은 알레포 사본의 분실된 부분을 재구성한 내용으로 공인받고 있다. 2000년에 간행된 예루살렘의 왕관(כתר ירושלים)은 알레포 사본과 브로이어의 작업판을 바탕으로 만들어진 현대판 타나크이다. 이 책은 사본의 서체를 바탕으로 새롭게 디자인된 글꼴과 사본의 페이지 구성을 따르고 있다.
사본이 아직 시리아에 있었을 무렵 이를 관리했던 마지막 인물 중 하나였던 차참 에즈라 다바크(Chacham Ezra Dabach)의 증손자인 다큐멘터리 감독 아비 다바크(Avi Dabach)는 2015년 12월에, 알레포 사본의 역사를 추적하며 사라진 장들의 운명을 다룬 영화를 공개한다 발표하였다.

## 본문의 신뢰성
사본의 문자들은 920년 경에 이스라엘에서 슐로모 벤 부야아에 의해 복제되었다. 복제된 본문은 검증, 모음기호의 부가를 거쳐 아론 벤 모세스 벤 아셰르의 마소라 주석이 첨부되었다. 그는 벤 납탈리 학교와 필적하는 티베리아스의 문법학자 계보인 벤 아셰르 가문의 마지막이며 가장 저명한 일원이었다. 벤 아셰르의 전승은 히브리어 성경에 받아들여진 유일한 전승이 되었다. 벤 아셰르 전승의 발음 부호는 다른 전승 및 성경 히브리어가 실제로 말하여졌던 시대로 접근하고자 하는 경향과 비교하여 나중에 만들어졌고 여러면에서 인위적인 부분이 존재한다.
레닌그라드 사본은 시기적으로는 알레포 사본과 동시대로 거슬러 올라가는데, 파울 E. 칼레은 레닌그라드 사본이 벤 아셰르의 사경실의 작품이라 주장한다. 단, 레닌그라스 사본의 서문(콜러폰)에는 해당 사본이 벤 아셰르가 작성한 사본에 따라 수정되었다고 되어 있으나, 벤 아셰르 본인이 직접 사본을 보았다는 증거는 없다. 그러나 이는 알레포 사본에도 그대로 적용되는데, 벤 야셰르의 모음 부호에 해당한다는 내용의 후대의 콜러폰이 그의 사후 사본에 추가되었으나, 벤 아셰르 본인이 직접 부호를 추가한 것이 아님은 명백하다.
알레포 사본은, 마이모니데스가 토라 두루마리를 작성할 때 적용할 규칙을 제정했을 때 사용한 사본이다. 이 규칙은 Hilkhot Sefer Torah (토라 두루마리의 법)라 하며,으로 그가 쓴 할라카 《미슈네 토라》에 기술되어 있다. 이 할라카에서 그는 알레포 사본에 대해 본문으로서 최고의 권위를 부여했다. 단, 그가 참고한 것은 사본 내의 이전 절 뒤에 오는 공백의 방식(petuhot setumot)과 모세 오경의 시가의 작성 방식 뿐이었다. "우리가 이들 작업에서 사용하는 사본은, 이집트에서 알려진 24권으로 구성된 사본으로, 이전에 예루살렘에 있었던 사본이다"라고 그는 남기고 있다. 다비드 벤 솔로몬 이븐 아비 짐라(David ben Solomon ibn Abi Zimra)는 이상에서 언급된 사본이 나중에 알레포로 이전되었음을 증언했다.

## 목차
알레포 사본이 온전했을 당시(1947년 이전), 각 책의 순서는 티베리아스 본문의 전통을 따랐으며, 이는 세파르디 성경 사본의 후기 전승과 일치하는 레닌그라드 사본과 유사하다. 토라 및 네비임은 다른 히브리어 성경과 일치하나, 케투빔의 각권의 순서가 현저하게 다르다. 알레포 사본에서는 케투빔의 순서가 역대기, 시편, 욥기, 잠언, 룻기, 아가, 전도서, 애가, 에스델기, 다니엘서, 에즈라-느헤미야기 순을 띈다.
현재의 사본 본문은, 모세 오경의 신명기 28,17까지의 전부분, 열왕기하 14,21–18,13, 예레미야서 29,9–31,33, 32,2–4, 9-11, 21-24, 아모스서 8.12 ~ 미카서 5,1; 스바니야서 3,20 ~ 즈카르야서 9.17; 역대기하 26,19–35,7, 시편 15,1~25.2(MT 열거); 아가 3.11~마지막, 전도서, 애가, 에스델기, 다니엘서, 에즈라-느헤미야기 전권이 소실되어 있다.

## 현대 판본
알레포 사본에 바탕을 둔 타나크의 여러 완전판 및 부분판이 지난 30년간 이스라엘에서 간행되었다. 이들 중 일부는 이스라엘의 대학들의 학문적 후원을 바탕으로 하고 있다. 이들 판본들을 모르드카이 브로이어의 방법론 및 유사 체계 버전을 적용하고, 판본의 내용에 관한 모든 역사적 증거들을 총체적으로 고려하여 소실된 부분의 재구성에 결합되었다.
타나크 완전판:
이들은 타나크의 전권을 포함한 판본이며, 보통 단일 권(경우에 따라 세권)으로 구성되어 있다. 알레포 사본의 마소라 주석은 포함하지 않는다.
1. 모사드 하라프 쿡 판, 모르드카이 브로이어, 토라(1977), 네비임(1979), 케투빔(1982), 전권 포함 단일 타나크(1989).  이 판본은 유실된 부분의 문자, 모음 부호, 영창 부호를 재구성한 내용을 포함한 최초의 판이다.
2. 호레프 출판사, 예루살렘, 1996~98. 모르드카이 브로이어. 이 판본은 네비임 및 케투빔 부분의 알레포 사본의 파라샤 부분에 관하여 새롭게 발견된 정보가 추가된 판이다. 호레프 타나크의 본문은, 같은 출판사에서 여러 주석들을 몇가지 형태로 재인쇄하였다.
3. 예루살렘 왕관: 예루살렘 히브리 대학판 성경, 2000년. 모르드카이 브로이어의 편집 방법을 따르며 요세프 오퍼의 감수를 받고 호레프 판본 이후에 몇몇 교정 및 개선이 부가된 판본.
4. 예루살렘 시마님 연구소(Jerusalem Simanim Institute, Feldheim Publishers,2004년 (한권 및 세권으로 출판됨)[24]

완전판 타나크의 온라인판:
- Mechon Mamre 에서는 알레포 사본 및 관련된 티베리아스 사본을 바탕으로 한 타나크의 온라인판을 제공한다. 유실된 부분의 재구성은 모르드카이 브로이어의 방법론을 따랐다. 다음 네 가지 포맷으로 본문을 제공한다. (a)마소라 본문 (b) 관련 마소라 철자가 포함된 전 내용 (c) 마소라 본문과 모음 부호(니쿠드), (d)마소라 본문, 모음부호 및 영창기호. 밑의 외부 링크를 참조.
- "메소라에 따른 미크라(Miqra according to the Mesorah)" : 알레포 사본의 전 내용 및 편집 방침과 구현 내용을 제공하는 실험적 사이트(영어판 발췌)

부분판:
- 히브리 대학교 성경 프로젝트 (이사야서, 예레미야서, 에제키엘 서). 알레포 사본의 마소라 주석을 포함
- 미크라옷 그돌롯 하케테르, Bar-Ilan University (1992년~현재). 16권으로 구성된 미크라옷 그돌롯. 간행 순으로 창세기(2권), 탈출기(2권), 민수기, 신명기, 여호수아-판관기(1권), 사무엘기, 열왕기, 이사야서, 예레미야서, 에제키엘서, 소선지자서, 시편(2권), 다섯 메길로스(1권). 마소라 주석 및 새로운 주석을 포함. 일부 내용이 브로이어의 재구성 방법과 다르다.
- Torat Hayim, 모사드 하라브 쿡(Mossad ha-Rav Kook) 출판(토라, 잠언, 다섯 메길로스)
- Hotzaat Chorev 저 Chorev Mikraot Gedolot(토라)

## 같이 보기
- 다마스쿠스 모세 오경
- 레닌그라드 사본
- 4Q108
- 코덱스 카이렌시스(Codex Cairensis)
- 파라샤
- 사해 문서